# Fortaleza de Kindgi
La fortaleza de Kindgi (en georgiano: კინგის ციხე), también conocido como fortaleza de San Tommaso (en ruso: крепость святого Фомы), fue una construcción defensiva construida en la costa caucásica del Mar Negro, localizada actualmente cerca del pueblo de Kindgi, distrito de Ochamchira (de iure parte de Georgia aunque de facto perteneciente a la autoproclamada República de Abjasia). La fortaleza es la más antigua de las fortificaciones del período genovés en Abjasia, ya que data del siglo XIII. De hecho es uno de los pocos monumentos sobrevivientes de la arquitectura militar medieval italiana en el Cáucaso.
La fortaleza de Tamishi es la única fortaleza genovesa en Abjasia que ha sobrevivido hasta el día de hoy y está marcada en los mapas italianos medievales.

## Situación
La fortaleza está ubicada en la confluencia de un pequeño río Chasha. Los investigadores señalan que si bien no hay evidencia de si hubo una fortificación de un período anterior, se puede suponer que, a pesar de su pequeño tamaño, el río bien podría servir como entrada para pequeñas embarcaciones y la vista desde la fortaleza permite controlan una parte muy significativa de la costa.

## Historia
La fortaleza de Kindgi es un monumento arquitectónico de la época genovesa, que una de las bases italianas clave en el territorio de la moderna Abjasia. Fue construida en un período entre los siglos XIII al XV, como uno de los puestos comerciales de la República de Génova. El puesto comercial al principio comerciaba con bienes ordinarios con la población local, y más tarde se convirtió en el centro del comercio de esclavos. Genoveses, griegos, armenios, abjasios vivían en la fortaleza. La fortaleza estaba subordinada al obispado de Mokvi, cuya creación recibió visto bueno del Papa en 1318.
Pero después de la caída de Constantinopla en 1453, las colonias genoveses se debilitaron y las fortalezas costeras que tenía Génova fueron compradas por uno de los primeros bancos europeos, el Banco de San Giorgio. Sólo veinte años después, los turcos conquistaron estas tierras y las incluyeron en el Imperio Otomano. Desde entonces, no ha sido restaurado.
Durante las excavaciones en los años 70 del siglo XX, se encontró un núcleo en el muro de la fortaleza. La teoría más apoyada es que quedó después del ataque turco, aproximadamente en los años 70 del siglo XV, ya que la fortaleza ya no fue restaurada después de eso y el núcleo permaneció en la muralla. Desde 1973, el servicio de rescate de Abjasia recibió informes de pescadores que vieron repetidamente los contornos de algunas estructuras directamente desde el bote en el fondo de la bahía.
En junio de 1980, en la bahía de Skurcha se llevó a cabo un reconocimiento submarino para determinar la ubicación de las ruinas y sus contornos. Los buzos descubrieron densos montones de adoquines que según la crítica de arte A.K. Katsia, se trataba de ruinas de muros de piedra sobre mampostería de piedra caliza. La técnica de la albañilería se remonta a la época tardoantigua  pero incluso si esto es así, es poco probable que los romanos (o los genoveses) hubieran creado sus fortalezas desde cero.
En 2010, la expedición de la Universidad Estatal de San Petersburgo llevó a cabo excavaciones en el territorio de la fortaleza, el primer proyecto arqueológico estudiantil en la historia moderna de la Sociedad Geográfica Rusa. Más de 60 estudiantes de toda Rusia participaron en la expedición, lideradas por Timur Karmov. También en 2014, se llevaron a cabo excavaciones con la participación de estudiantes rusos bajo los auspicios de la Sociedad Geográfica Rusa.
Actualmente, en el verano, un café opera en el territorio de la fortaleza y está equipado con una plataforma de observación de la costa.

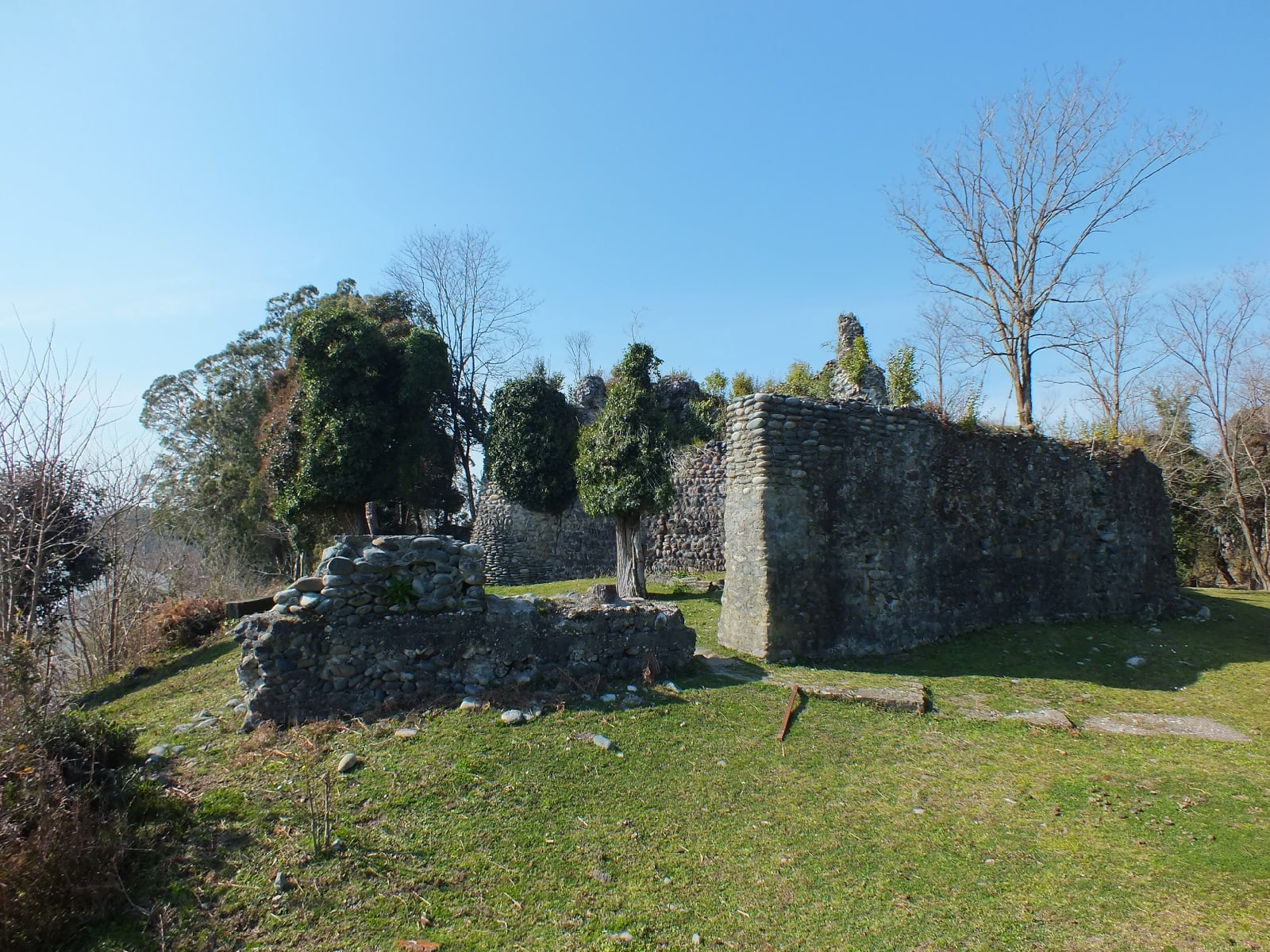
Fortaleza de Kindig
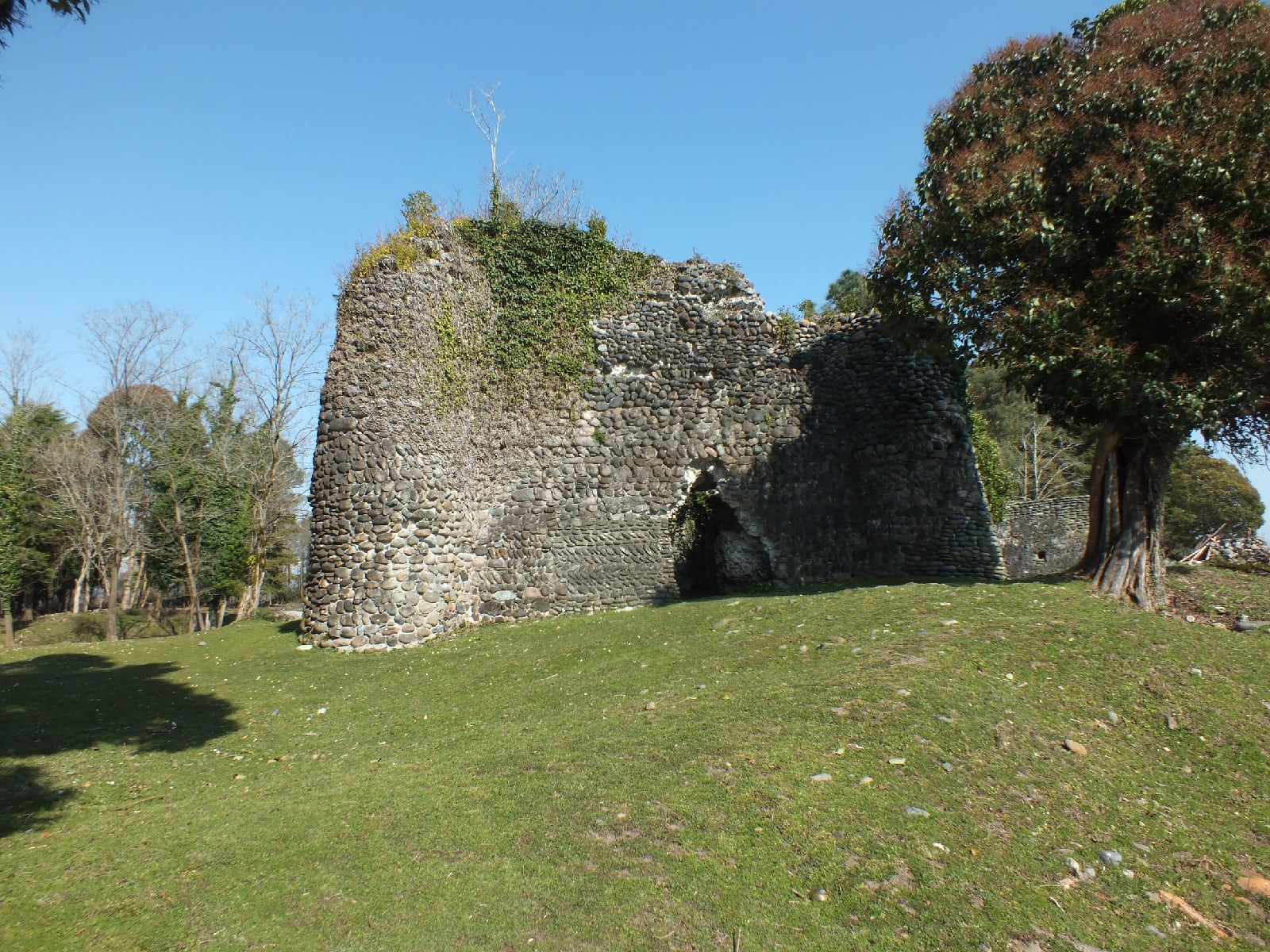
Vista frontal de la fortaleza de Kindgi
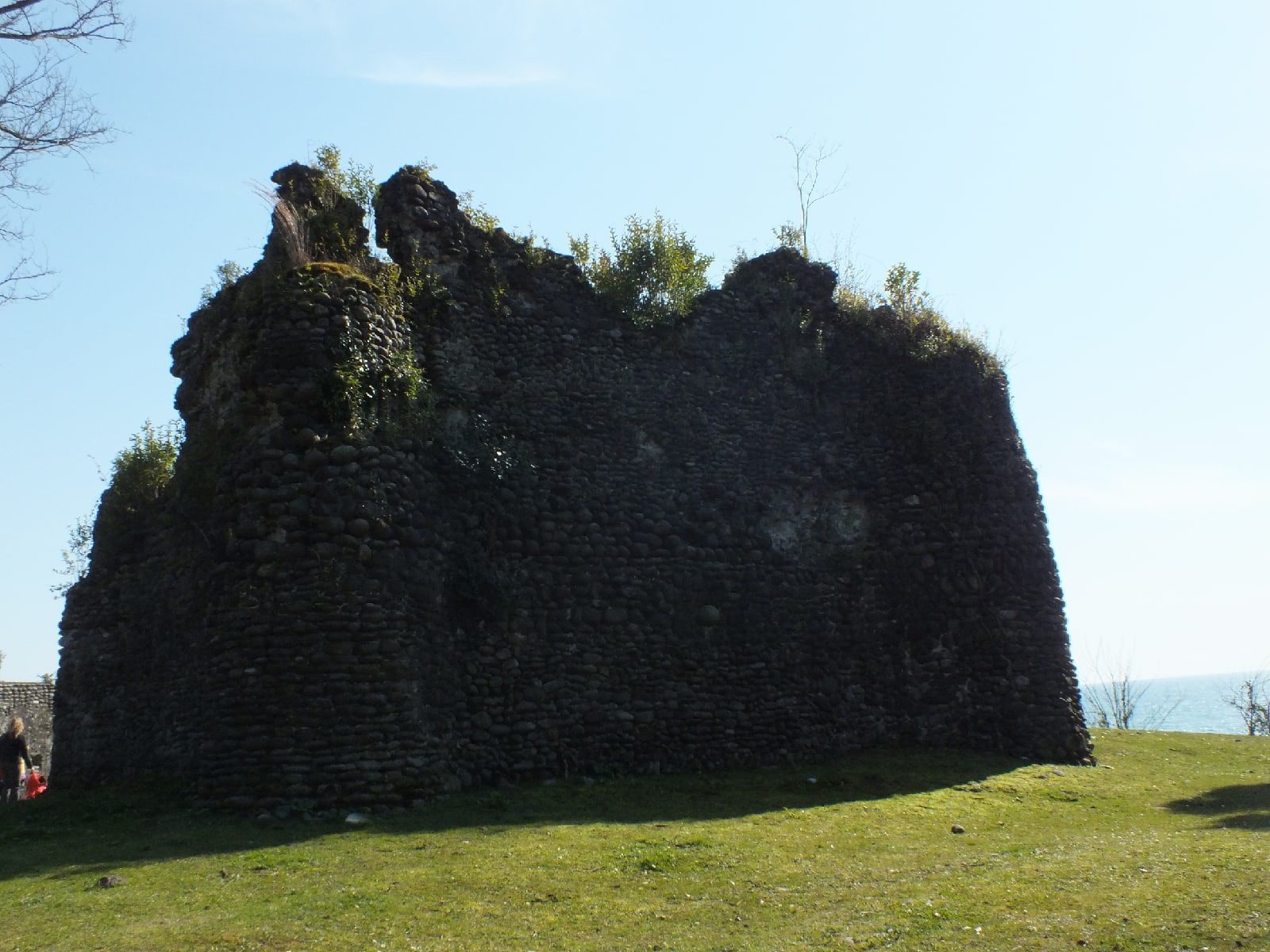
Vista lateral de la Fortaleza de Kindgi